# Болдуин (окръг, Джорджия)
Окръг Болдуин (на английски: Baldwin County) е окръг в щата Джорджия, Съединени американски щати. Площта му е 694 km², а населението - 45 275 души. Административен център е град Милджвил.